# Großvater und die Wölfe
Großvater und die Wölfe  ist der Titel des ersten Kinderbuchs des bekannten schwedischen Literaten Per Olov Enquist, der für sein 2003 erschienenes Werk unter anderen mit dem Luchs des Jahres 2003 ausgezeichnet wurde.

## Handlung
Nachdem die sechsjährige Mina in der Nacht von einem Krokodil gebissen wurde und am nächsten Tag das Emblem am Polohemd ihres Vaters fehlt, ihr aber die Eltern nicht glauben, wendet sie sich an ihren Großvater. Dieser beschließt, zusammen mit seinen vier Enkeln eine Wanderung auf den Dreihöhlenberg zu unternehmen, um ihr die Angst zu nehmen.
Der Aufbruch verzögert sich allerdings, da die Gruppe einen kleinen Wolf findet, dessen Vater von Wilderern getötet wurde.
Die Wanderung nimmt eine dramatische Wendung, als der Großvater stürzt und Hilfe geholt werden muss. Außerdem trifft die Gruppe in der Höhle, in der sie schlafen, auf die Wölfe und stellt schließlich fest, dass die Wilderer wieder unterwegs sind.

## Bemerkungen
Offensichtlich ist das Buch von tatsächlichen Ereignissen inspiriert. Die Widmung des Autors gilt neben vier Menschen mit denselben Namen wie die Enkel in der Geschichte auch einem Landeskrankenhaus und den örtlichen Rettungsdienst und Polizei „mit Dank für einen großartigen Einsatz unter schwierigen Verhältnissen.“
Enquist erzählt aus der kindlichen Perspektive Minas und gibt deren Blick auf die Erwachsenen in lakonischer und sehr humorvoller Weise wieder. Das Buch spricht kindliche wie erwachsene Leser an. Die Illustrationen stammen von Leonard Erlbruch.

## Ausgaben
Buch
- Per O. Enquist: Großvater und die Wölfe. Jubiläumsausgabe. Dtv, München 2009, ISBN 978-3-423-62422-0 (übersetzt von Wolfgang Butt).
- Per O. Enquist: De tre grottornas berg. Rabén & Sjögren, Stockholm 2003, ISBN 91-29-65875-6.

Hörbuch
- Per O. Enquist: Großvater und die Wölfe Igel-Records, Dortmund 2004, ISBN 3-89353-901-8 (2 CDs, gelesen von Udo Wachtveitl).

Hörspiel
- Per O. Enquist: Großvater und die Wölfe. Hörspiel ab 6 Jahre. Igel-Records, Dortmund 2004, ISBN 3-89353-903-4 (1 CD, gesprochen u. a. von Hans Peter Korff).